# فرانكلين تانر بيمبر
فرانكلين تانر بيمبر (بالإنجليزية: Franklin Tanner Pember)‏ هو عالم طبيعي أمريكي، ولد في 2 نوفمبر 1841، وتوفي في 6 أبريل 1924.